# Article 69 de la Constitution de la Cinquième République française
Article 68-3 Article 70
L'article 69 de la Constitution de la Cinquième République française définit le statut du Conseil économique, social et environnemental (CESE), anciennement dénommé Conseil économique et social.

## Texte de l'article
« Le Conseil économique, social et environnemental, saisi par le Gouvernement, donne son avis sur les projets de loi, d'ordonnance ou de décret ainsi que sur les propositions de lois qui lui sont soumis.

Un membre du Conseil économique, social et environnemental peut être désigné par celui-ci pour exposer devant les assemblées parlementaires l'avis du Conseil sur les projets ou propositions qui lui ont été soumis.

Le Conseil économique, social et environnemental peut être saisi par voie de pétition dans les conditions fixées par une loi organique. Après examen de la pétition, il fait connaître au Gouvernement et au Parlement les suites qu'il propose d'y donner. »
— Article 69 de la Constitution du 4 octobre 1958

## Évolution
La révision constitutionnelle du 23 juillet 2008 a transformé cet article :
- en renommant le Conseil économique et social en Conseil économique, social et environnemental ;
- en prévoyant (troisième alinéa) la possibilité de saisine du CESE par voie de pétition.

Une loi organique a été promulguée pour faire entrer en vigueur les nouvelles dispositions.